# مناف عبد العزيز الهاجري
مناف عبدالعزيز اسحق الهاجري، سياسي كويتي، شغل منصب وزير المالية من 9 أبريل 2023 الي 11 يوليو 2023.

## عن حياته
حاصل على بكالوريوس الهندسة المدنية من جامعة الكويت عام 1986 ودرجة الماجستير عام 1990 ، تولى نائب مدير الاستثمار لشؤون الصناديق الاستثمارية في الصندوق الكويتي للتنمية الاقتصادية العربية ، كما عمل عضوا في مجلس إدارة مؤسسة البترول الكويتية وهيئة تشجيع الاستثمار المباشر والجهاز الوطني للاعتماد الاكاديمي وضمان جودة التعليم ، وفي 9 أبريل 2023 صدر مرسوم اميري بتعيينه في منصب وزير المالية وزير الدولة للشؤون الاقتصادية والاستثمار.